# Station Claygate
Claygate is een spoorwegstation van National Rail in Claygate, Elmbridge in Engeland. Het station is eigendom van Network Rail en wordt beheerd door South Western Railway. 